# Rdzuchów
Rdzuchów – wieś w Polsce położona w województwie mazowieckim, w powiecie przysuskim, w gminie Potworów. Ma status sołectwa.
Prywatna wieś szlachecka Rzuchów, położona była w drugiej połowie XVI wieku w powiecie radomskim województwa sandomierskiego. W latach 1975–1998 miejscowość administracyjnie należała do województwa radomskiego.
Wierni Kościoła rzymskokatolickiego należą do parafii Najświętszego Serca Pana Jezusa w Sadach-Kolonii.